# Eutelia ferridorsata
Eutelia ferridorsata là một loài bướm đêm trong họ Noctuidae.